# Albert Galicier
Albert Galicier est un peintre, sculpteur et écrivain français né le 22 janvier 1915 à Égriselles-le-Bocage et mort le 27 décembre 2007 à Drancy.

## Biographie
Albert Galicier est un artiste au multiples facettes, il est l'auteur de nombreuses peintures naïves.
Romancier, secrétaire du club des écrivains et poètes français,, grand prix du romans1949, grand prix humanitaire de France, officier du mérite français, officier d’académie DN, croix du mérite britannique, médaille d'or des œuvres françaises, compagnon de la résistance.

## Publications
- Histoire anecdotique de Blanc-Mesnil, 1973.
- Écrivain prolifique, Albert Galicier a consacré plus d'un quart de siècle à « des recherches et collationnements » sur l'histoire de Blanc-Mesnil,.  Avec nombreuses photos, plans, gravures et dessins de l'auteur), Albert Galicier a réussi à donner toute sa dimension à l'histoire étonnante de Blanc-Mesnil (jadis Mansionile Blaun) et de son terroir, depuis l'ère préhistorique jusqu'à la seconde moitié du XXe siècle.  C'est ainsi qu'il dresse d'abord le panorama physique du territoire (géologique et climatique, géographique et hydrologique), en insistant sur l'humidité ambiante, avec deux petites rivières, douze cours d'eau dans les environs et le triangle Seine-Oise-Marne, la disparition des marécages et « l'emprisonnement » de la Morée ayant mis fin à des handicaps séculaires. Il relate ensuite la période médiévale (évocation de la seigneurie de Blanc-Mesnil, de ses fermes et de son château), les destructions de la période révolutionnaire et les guerres de 1870, 1914-1918.
- Journal d'un prisonnier de guerre  1800 jours d'un grand hivers, 1991.